# Синьор Робинзон
«Синьор Робинзон» (итал. «Il signor Robinson, mostruosa storia d'amore e d'avventure») — художественный фильм режиссёра Серджио Корбуччи.

## Сюжет
Текстильный магнат и владелец сетей магазинов готового платья Роберто (Роби) со своей женой отправляется в путешествие на корабле. Ночью капитан устраивает учебную тревогу и Роби в панике выбегает на палубу. На следующую ночь опять поднимается тревога, но Роберто игнорирует сообщение капитана корабля и продолжает спать. Проснувшись он обнаруживает, что находится в каюте на дне океана. Выбравшись с судна, Роберто выходит на берег необитаемого острова и понимает, что оказался в положении Робинзона. После тщетных и комических попыток добыть себе пропитание и обустроить свой быт Роби находит дом настоящего Робинзона Крузо. Вскоре на острове появляется симпатичная темнокожая аборигенка, которую Роби называет Пятницей. Роби жаждет вступить с ней в интимные отношения, но Пятница, опасаясь гнева бога Магду, отказывает Роби. Она сможет удовлетворить Роби только после появления второй луны (однако когда в первый день знакомства Роби тронул ногу Пятницы раньше этого времени, Магду почему-то не рассердился).
Появляется вторая луна и влюблённые падают друг другу в объятия, но их уединённость нарушает приплывший на остров Мандинго, жених Пятницы. Он забирает их обоих на остров, где живёт их племя и где Роби и Пятница предстают перед троном вождя. Пятница заявляет, что любит Роби и вождь назначает соревнование Мандинго и Роби. Мужественный воин Мандинго побеждает во всех испытаниях, но тем не менее вождь присуждает Пятницу Роби, так как он слаб и ему нужна женщина, чтобы о нём заботиться. По племенно́му обычаю, первая брачная ночь молодых супругов должна происходить в присутствии всех членов племени, чтобы они радовались вместе с новобрачными. Роби не может исполнять свои супружеские обязанности в такой обстановке, аборигены преследуют молодых, мешая их уединению. Рыбаки вылавливают радиоприёмник Роби, и тот погружается в радиоэфир, оставляя без внимания молодую жену.
Вскоре за ним приплывает его жена Магда, и Роби, простившись с Пятницей, поднимается на борт её яхты. Осознав, что он теряет, Роби бросается обратно в море, но по приказу предусмотрительной Магды его вылавливают сетью, и он поневоле отправляется домой.

## В ролях
- Паоло Вилладжо — Роберто (Роби)
- Зеуди Арая — Пятница
- Перси Хоган — Мандинго
- Анна Ногара — Магда

## Прокат
В Италии фильм вышел в прокат 23 декабря 1976 года, в СССР — 29 января 1979 года, в ГДР — 7 апреля 1979 года, в Аргентине — 21 июня 1979 года.

## Интересные факты
Сеть, которой, якобы, вытаскивают Роби из моря, — сухая.